# Ізборська фортеця
Ізборська фортеця — фортеця, яка вважається початком заснування російського історичного міста Ізборськ, яке згадувалось вперше в давньоруському літописі «Повість врем'яних літ». Ізборське укріплення багато століть відстоювало західні кордони Росії. Не зовсім переміг її і час, досі існують фортечні мури та башти, що вже стали частиною місцевого природно-історичного комплексу.

## Історія
Древній Ізборськ був заснований на рубежі VII та VIII століть на стрілці озерного мису, яке пізніше було назване — Труворове городище. Тоді, у IX столітті, укріплення мало невеликі розміри та займало територію у 4500 м².
У X столітті Ізборськ з протоміста племінного центру кривичів переріс у ранньосередньовічне місто, великий центр ремесла і торгівлі. У XI-XIII століттях дерев'яна фортеця буле перебудована на кам'яну.

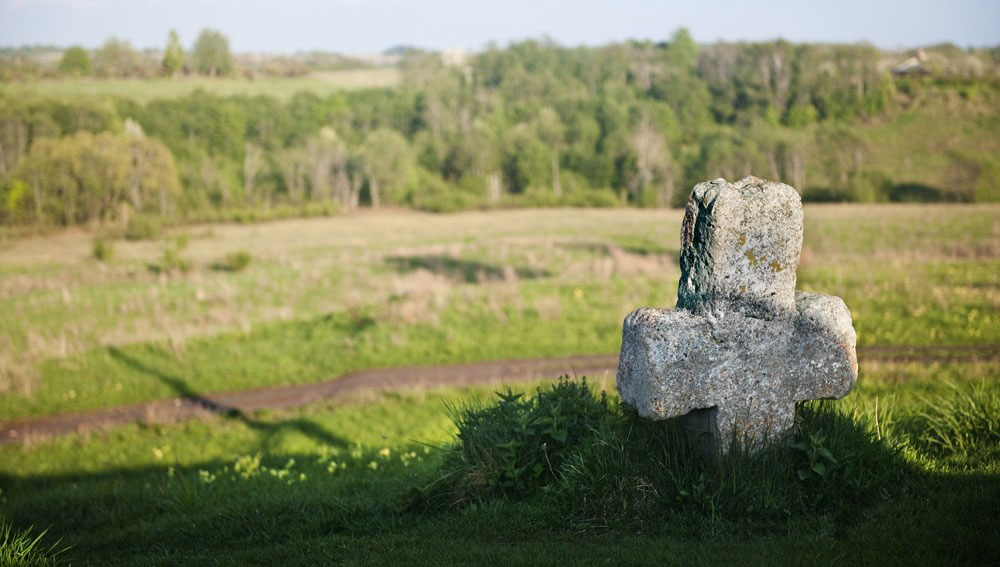
Хрест біля фортеці

У 1233 та влітку 1240 роках Ізборськ двічі захоплювали німці, причому 1240 року лицарі взяли фортецю штурмом вже на другий день облоги. Вигнали Німецьких лицарів псковці лише після перемоги військ Олександра Невського на льоду Чудського озера в 1242 році.
На початку XIV століття аби зміцнити городище, фортецю було відбудована на новому місці за 1,5 км від старої, спочатку дерев'яною, а 1330 року псковським посадником Шелогою перебудовано в кам'яну.
1342 року фортеця протягом одинадцять днів знаходилась в облозі лівонців, проте так і не була взята. Пішли ні з чим і німці, які влітку 1367 року 18 днів тримали в облозі місто, використовуючи при цьому пороки й тарани.
1581 року Ізборськ був узятий військами Стефана Баторія. У роки Смутного часу — фортеця встояла перед військами Олександра Лісовського, та після Північної війни втратила військове значення.
До XIX століття у фортеці панувала розруха і лише в 1842 році за наказом імператора Миколи I був проведений ремонт фортечних стін та побудована нова соборна дзвіниця.
У наш час Ізборська фортеця входить до складу музею-заповідника «Ізборськ» і є об'єктом музейних оглядин відвідувачів. На території фортеці постійно ведуться дослідницькі та реставраційні роботи.

## Опис

### Перша фортеця

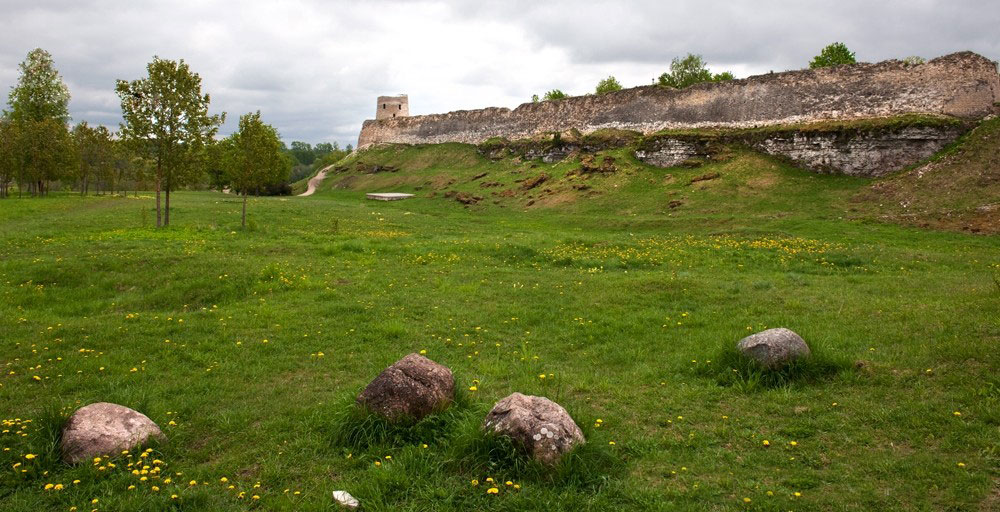
Фортечна стіна (сьогодення)

Перша кам'яна фортеця (XI-XII століття) мала двоє воріт: західні для сполучення з посадом та східні, які вели до Городищенського озера, де могли знаходитися пристань і торг. Вал з напільного боку досягав висоти 6 метрів, кам'яна стіна «мисової частини городища» була завширшки до 3 м та заввишки 3 м. «Мала вежа», прибудована до оборонної стіни, споруджувалась з плитняку, товщина її стін становила не менше 1,5 метрів, вона завершувалась колодчастою надбудовою з конічним дахом. Поруч з вежею в стіні був прихований тунель шириною 0,8 м і висотою 1 м, зовні закритий плитняком.

### Друга фортеця
Перенесена на нове місце друга фортеця спочатку мала дерев'яне укріплення, за винятком єдиної вежі «Куковка», яка примикала до східної стіни. Вона мала круглу основу, зовнішній діаметр якої становив 9,5 м, та була заввишки близько 13 м. У південно-східній стороні фортеці знаходився прокладений на глибині 16 м під землею вузький коридор довжиною до 40 м, він з'єднував місто-фортецю з підніжжям мису. Його стіни і двоскатне склепіння були викладені плитняком, вихід — обнесений зрубом та перетворений на колодязь.

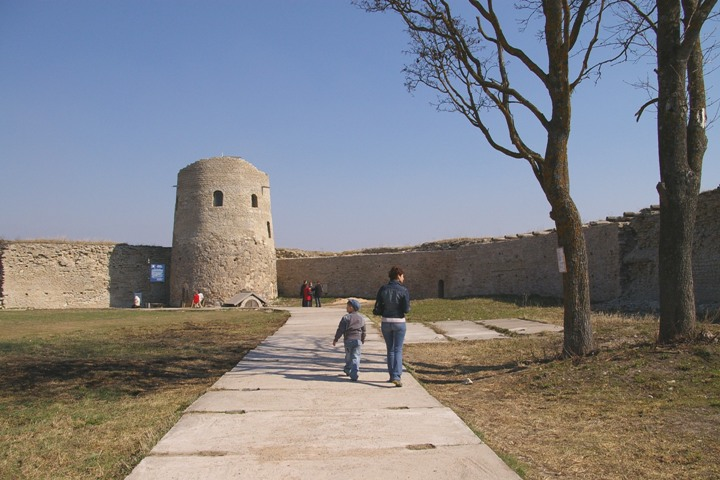
Фортеця зсередини

На початку XV століття фортечні мури були перебудові на кам'яні (складені з вапняку), а приступна стіна, що мала форму опуклої дуги, стала двошаровою, вздовж укріплення був викопаний глибокий рів наповнений водою. Також до фортеці були прибудовані декілька кам'яних веж, що призначалися для ведення артилерійського вогню. Тоді площа обгородженої фортечними мурами території становила 2,4 гектари, загальна протяжність стін до 850 метрів, їх товщина до 3 метрів.
На початку наступного століття Ізборськ знову зміцнили — по всьому периметру фортеці було здійснено ще одне потовщення стін. В результаті їхня ширина зросла в середньому з 2,5 до 3,7 м (по боках) і навіть до 5 м на приступній стороні. Тепер фортеця в плані отримала форму неправильного трикутника з округленими кутами і шістьма конічними баштами. Її площа склала близько 15 тисяч м². Усі вежі знаходились на відстані, що не перевищувала 60 м одна від одної, та, за винятком «Куковки», були сильно винесені в сторону поля на віддаль. Це забезпечувало ефективний обстріл території навколо фортеці.
Північно-західна кутова вежа «Плоскушка» — єдина, що мала в плані прямокутну форму. Її розміри 8,5×9,5 м, висота — близько 15 м. Вона скаладалась з п'яти ярусів для ведення бою і прибудованого захабу, що являв собою вузький прохід між стінами шириною близько 4 м і довжиною 36 м. Всі інші вежі фортеці були в плані круглі.